# Powszechna Konwencja o Prawie Autorskim

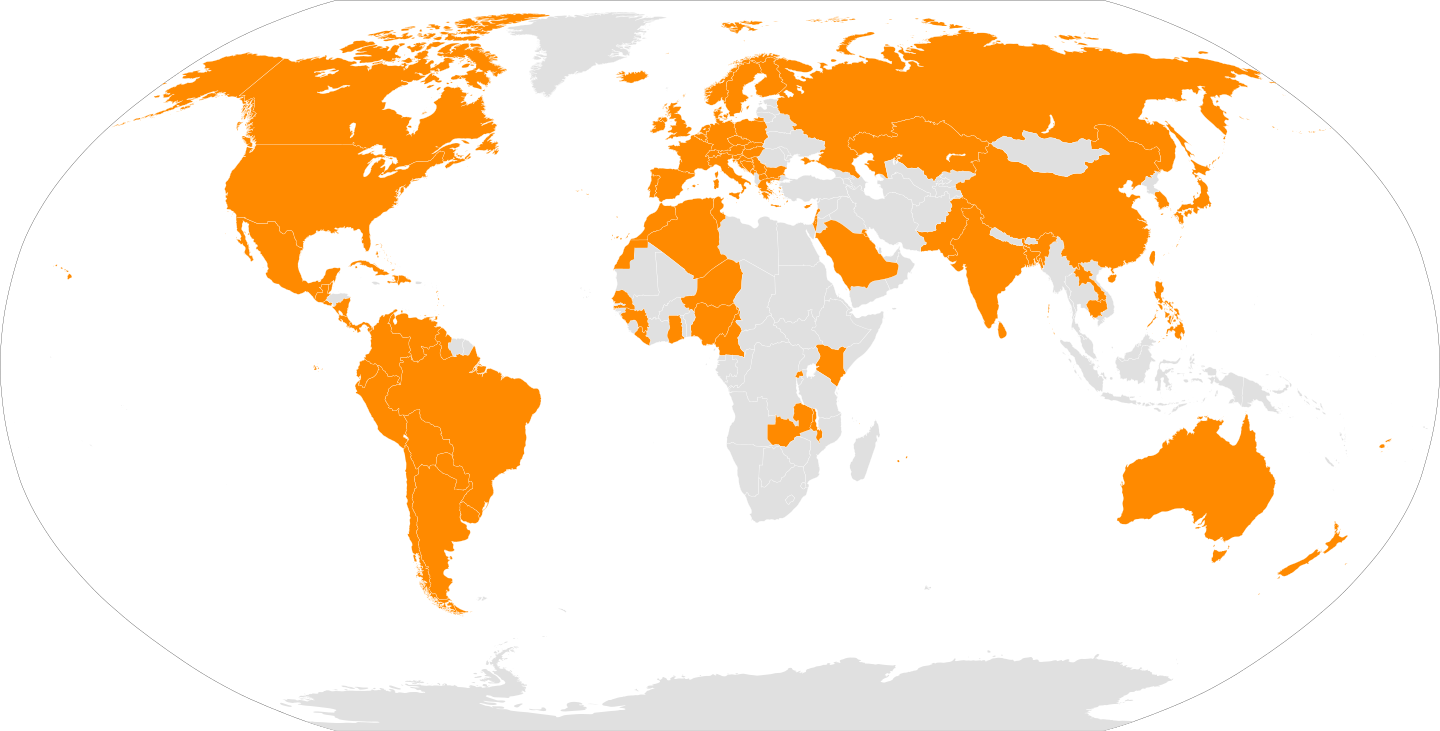
Państwa należące do Powszechnej Konwencji o Prawie Autorskim (na dzień 1 stycznia 2000 r.)

Powszechna Konwencja o Prawie Autorskim (ang. Universal Copyright Convention, UCC) – międzynarodowa umowa dotycząca ochrony praw autorskich opracowana przez UNESCO. Została podpisana 6 września 1952 roku w Genewie, a w życie weszła 16 września 1955 r. Miała stanowić alternatywę dla Konwencji Berneńskiej. Poddano ją rewizji w Paryżu 24 lipca 1971 r. na zlecenie państw będących jej członkami. W tamtej formie obowiązuje od 10 lipca 1974 aż do dziś. Do Powszechnej Konwencji przystąpiły m.in. ZSRR (1973), Polska (1976), USA (1989).

## Cel utworzenia
UCC powstała na skutek dążenia kilku krajów (w tym Stanów Zjednoczonych i Związku Radzieckiego). Głównym celem jej utworzenia było rozszerzenie zasięgu ochrony praw autorskich w stosunkach międzynarodowych bez konieczności przystępowania do Konwencji Berneńskiej, zwłaszcza przez kompromisowe rozwiązanie sprawy formalnych przesłanek ochrony praw autorskich. Ponadto, według ZSRR i wielu innych krajów rozwijających się, z silnej ochrony praw autorskich przyznanych przez Konwencję Berneńską nadmiernie skorzystały zachodnie kraje eksportujące prawa autorskie.

## Przepisy
Przepisy Powszechnej Konwencji o Prawie Autorskim są bardziej elastyczne niż przepisy Konwencji Berneńskiej, co wynikało głównie z faktu, że podpisały ją kraje znajdujące się na różnych etapach rozwoju społeczno-gospodarczego. UCC podobnie jak Konwencja Berneńska zawiera zasadę wzajemnego respektowania praw i zakazuje jakiejkolwiek dyskryminacji zagranicznych autorów. Zawiera jednak mniej wymagań, które państwa sygnatariusze muszą przestrzegać.

## Znaczenie
W dzisiejszych czasach znaczenie UCC jest minimalne, ponieważ większość krajów przystąpiła do Konwencji Berneńskiej i prawie wszystkie państwa na świecie są członkami lub aspirującymi członkami Światowej Organizacji Handlu. W związku z tym są (lub wkrótce będą) związane poprzez TRIPS – Porozumienie w sprawie handlowych aspektów praw własności intelektualnej.

## Lista członków

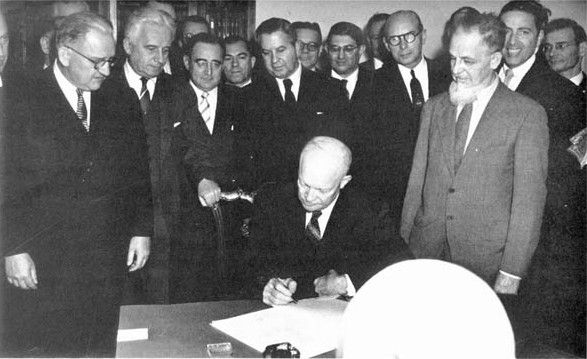
Eisenhower podpisuje Powszechną Konwencję o Prawie Autorskim w imieniu Stanów Zjednoczonych (listopad 1954 r.).

Lista poniżej powstała na podstawie informacji udostępnionych przez UNESCO, które są aktualne na dzień 1 stycznia 2000 r. Podane daty są datami wejścia w życie umowy dla danego kraju.

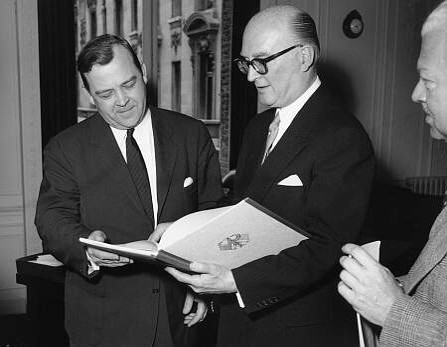
Niemcy podpisują Powszechną Konwencję o Prawie Autorskim (3 lipca 1955 r.).

| Państwo                   | UCC Genewa                       | UCC Paryż                        |
| ------------------------- | -------------------------------- | -------------------------------- |
| Algieria                  | 1973-08-28                       | 1974-07-10                       |
| Andora                    | 1955-09-16                       |                                  |
| Arabia Saudyjska          | 1994-07-13                       | 1994-07-13                       |
| Argentyna                 | 1958-12-13                       |                                  |
| Australia                 | 1969-05-01                       | 1978-02-29                       |
| Austria                   | 1957-07-02                       | 1982-08-14                       |
| Bahamy                    | 1976-10-13                       | 1976-12-27                       |
| Bangladesz                | 1975-08-05                       | 1975-08-05                       |
| Barbados                  | 1983-06-18                       | 1983-06-18                       |
| Belgia                    | 1960-08-31                       |                                  |
| Belize                    | 1983-03-01                       |                                  |
| Boliwia                   | 1990-03-22                       | 1990-03-22                       |
| Bośnia i Hercegowina      | 1966-05-11 (jako Jugosławia)     | 1974-07-10 (jako Jugosławia)     |
| Brazylia                  | 1960-01-13                       | 1975-12-11                       |
| Bułgaria                  | 1975-06-07                       | 1975-06-07                       |
| Chile                     | 1955-09-16                       |                                  |
| Chiny                     | 1992-10-30                       | 1992-10-30                       |
| Chorwacja                 | 1966-05-11 (jako Jugosławia)     | 1974-07-10 (jako Jugosławia)     |
| Cypr                      | 1990-12-19                       | 1990-12-19                       |
| Czarnogóra                | 1966-05-11 (jako Jugosławia)     | 1974-07-10 (jako Jugosławia)     |
| Czechy                    | 1960-01-06 (jako Czechosłowacja) | 1980-04-17 (jako Czechosłowacja) |
| Dania                     | 1962-02-09                       | 1979-07-11                       |
| Dominikana                | 1983-05-08                       | 1982-05-08                       |
| Ekwador                   | 1957-05-03                       | 1991-09-06                       |
| Fidżi                     | 1972-03-13                       |                                  |
| Filipiny                  | 1955-11-19                       |                                  |
| Finlandia                 | 1963-04-16                       | 1986-11-01                       |
| Francja                   | 1956-01-14                       | 1972-12-11                       |
| Ghana                     | 1962-08-22                       |                                  |
| Grecja                    | 1963-08-24                       |                                  |
| Gujana                    | Nieznana                         | Nieznana                         |
| Gwatemala                 | 1964-10-28                       |                                  |
| Gwinea                    | 1981-11-13                       | 1981-11-13                       |
| Haiti                     | 1955-09-16                       |                                  |
| Hiszpania                 | 1955-01-27                       | 1974-07-10                       |
| Holandia                  | 1967-06-22                       | 1985-11-30                       |
| Hongkong                  | 1997-09-30                       | 1997-09-30                       |
| Indie                     | 1958-01-21                       | 1988-04-07                       |
| Irlandia                  | 1959-01-20                       |                                  |
| Islandia                  | 1956-12-18                       |                                  |
| Izrael                    | 1955-09-16                       |                                  |
| Japonia                   | 1955-09-16                       | 1977-10-21                       |
| Kambodża                  | 1955-09-16                       |                                  |
| Kamerun                   | 1973-05-01                       | 1974-07-10                       |
| Kanada                    | 1962-08-10                       |                                  |
| Kazachstan                | 1973-05-27                       |                                  |
| Kenia                     | 1966-09-07                       | 1974-07-10                       |
| Kolumbia                  | 1976-06-18                       | 1976-06-18                       |
| Korea Południowa          | 1987-10-01                       | 1987-10-01                       |
| Kostaryka                 | 1955-09-16                       | 1980-03-07                       |
| Kuba                      | 1957-06-18                       |                                  |
| Kuwejt                    |                                  | 1995-01-01                       |
| Laos                      | 1955-09-16                       |                                  |
| Liban                     | 1959-10-17                       |                                  |
| Liberia                   | 1956-07-27                       |                                  |
| Liechtenstein             | 1959-01-22                       | 1999-11-11                       |
| Luksemburg                | 1955-10-15                       |                                  |
| Macedonia                 | 1966-05-11 (jako Jugosławia)     | 1974-07-10 (jako Jugosławia)     |
| Malawi                    | 1965-10-26                       |                                  |
| Malta                     | 1968-11-19                       |                                  |
| Maroko                    | 1972-05-08                       | 1976-01-28                       |
| Mauritius                 | 1970-11-20                       |                                  |
| Meksyk                    | 1957-05-12                       | 1975-10-31                       |
| Monako                    | 1955-09-16                       | 1974-12-13                       |
| Niemcy                    | 1955-09-16                       | 1974-01-18                       |
| Niger                     | 1989-05-15                       | 1989-05-15                       |
| Nigeria                   | 1962-02-14                       |                                  |
| Nikaragua                 | 1961-08-16                       |                                  |
| Norwegia                  | 1963-01-23                       | 1974-08-07                       |
| Nowa Zelandia             | 1964-09-11                       |                                  |
| Pakistan                  | 1955-09-16                       |                                  |
| Panama                    | 1962-10-17                       | 1980-09-03                       |
| Paragwaj                  | 1962-03-11                       |                                  |
| Peru                      | 1963-10-16                       | 1985-07-22                       |
| Polska                    | 1977-03-09                       | 1977-03-09                       |
| Portugalia                | 1956-12-25                       | 1981-07-30                       |
| Rosja                     | 1973-05-27 (jako ZSRR)           | 1994-12-09                       |
| Rwanda                    | 1989-11-10                       | 1989-11-10                       |
| Saint Vincent i Grenadyny | 1985-04-22                       | 1985-04-22                       |
| Salwador                  | 1979-03-29                       | 1979-03-29                       |
| Senegal                   | 1974-07-09                       | 1974-07-09                       |
| Serbia                    | 1966-05-11 (jako Jugosławia)     | 1974-07-10 (jako Jugosławia)     |
| Słowacja                  | 1960-01-06 (jako Czechosłowacja) | 1980-04-17 (jako Czechosłowacja) |
| Słowenia                  | 1966-05-11 (jako Jugosławia)     | 1974-07-10 (jako Jugosławia)     |
| Sri Lanka                 | 1984-01-25                       | 1984-01-25                       |
| Stany Zjednoczone         | 1955-09-16                       | 1974-07-10                       |
| Szwajcaria                | 1956-03-30                       | 1993-09-21                       |
| Szwecja                   | 1961-07-01                       | 1974-07-10                       |
| Trynidad i Tobago         | 1988-08-19                       | 1988-08-19                       |
| Tunezja                   | 1969-06-19                       | 1975-06-10                       |
| Urugwaj                   | 1993-04-12                       | 1993-04-12                       |
| Watykan                   | 1955-10-05                       | 1980-05-06                       |
| Wenezuela                 | 1966-09-30                       | 1996-04-11                       |
| Węgry                     | 1971-01-23                       | 1974-07-10                       |
| Wielka Brytania           | 1957-09-27                       | 1974-07-10                       |
| Włochy                    | 1957-01-24                       | 1980-01-25                       |
| Zambia                    | 1965-06-01                       |                                  |